# Linje 2, Guangzhou Metro
Linje 2, Guangzhous tunnelbana (kinesiska: 广州地铁2号线; pinyin: Guǎngzhōu Dìtiě Èr Hào Xiàn) eller Jiahe Linjen (kinesiska: 嘉禾线; pinyin: Jiāhé Xiàn) är en tunnelbanelinje som går från norr till söder mellan Jiahewanggang (嘉禾望岗) och Guangzhou South Railway Station (广州南站). Den totala sträckan för linjen är 31,4 km med 24 stationer. Alla stationer är under markytan. Linje 2's färg är blå.
linje 8 brukade köras som en del av linje 2 innan utbyggnaden av de båda linjerna invigdes den 25 september 2010.
- 29 december 2002: Sanyuanli - Jiangnanxi
- 25 september 2010: Jiahewanggang - Sanyuanli
- 25 september 2010: Jiangnanxi - Guangzhou South

## Stationer
| Stationens namn Engelska        | Stationens namn Hanzi | Plattformstyp                      | Förbindelse | Område |
| ------------------------------- | --------------------- | ---------------------------------- | ----------- | ------ |
|                                 |                       |                                    |             |        |
| Jiahewanggang                   | 嘉禾望岗              | Ö-perrong (under marken)           | Linje 3     | Baiyun |
| Huangbian                       | 黄边                  | Ö-perrong (under marken)           |             | Baiyun |
| Jiangxia                        | 江夏                  | Ö-perrong (under marken)           |             | Baiyun |
| Xiao-gang                       | 萧岗                  | Ö-perrong (under marken)           |             | Baiyun |
| Baiyun Cultural Square          | 白云文化广场          | Ö-perrong (under marken)           |             | Baiyun |
| Baiyun Park                     | 白云公园              | Ö-perrong (under marken)           |             | Baiyun |
| Feixiang Park                   | 飞翔公园              | Ö-perrong (under marken)           |             | Baiyun |
| Sanyuanli                       | 三元里                | Ö-perrong (under marken)           |             | Baiyun |
| Guangzhou Railway Station       | 广州火车站            | Ö-perrong (under marken)           | Linje 5     | Yuexiu |
| Yuexiu Park                     | 越秀公园              | Två sidoplattformar (under marken) |             | Yuexiu |
| Sun Yat-sen Memorial Hall       | 纪念堂                | Ö-perrong (under marken)           |             | Yuexiu |
| Gongyuanqian                    | 公园前                | Spansk lösning (under marken)      | Linje 1     | Yuexiu |
| Haizhu Square                   | 海珠广场              | Ö-perrong (under marken)           |             | Yuexiu |
| Shiergong                       | 市二宮                | Ö-perrong (under marken)           |             | Haizhu |
| Jiangnanxi                      | 江南西                | Två sidoplattformar (under marken) |             | Haizhu |
| Changgang                       | 昌岗                  | Ö-perrong (under marken)           | Linje 8     | Haizhu |
| Jiangtai Lu                     | 江泰路                | Ö-perrong (under marken)           |             | Haizhu |
| Dongxiaonan                     | 东晓南                | Ö-perrong (under marken)           |             | Haizhu |
| Nanzhou                         | 南洲                  | Ö-perrong (under marken)           |             | Haizhu |
| Luoxi                           | 洛溪                  | Ö-perrong (under marken)           |             | Panyu  |
| Nanpu                           | 南浦                  | Två ö-perronger (under marken)     |             | Panyu  |
| Huijiang                        | 会江                  | Ö-perrong (under marken)           |             | Panyu  |
| Shibi                           | 石壁                  | Ö-perrong (under marken)           |             | Panyu  |
| Guangzhou South Railway Station | 广州南站              | Ö-perrong (under marken)           |             | Panyu  |
|                                 |                       |                                    |             |        |